# Stazione di Fiera
La stazione di Fiera è una stazione ferroviaria della città di Palermo, posta sulla linea per il porto. Prende il nome dalla Fiera del Mediterraneo, posta nelle vicinanze.

## Storia
La stazione di Fiera venne attivata nel 1990, nell'ambito del progetto del servizio ferroviario metropolitano di Palermo.

## Strutture e impianti
Il fabbricato viaggiatori è una moderna struttura, costruita in fregio alla via Ferdinando Ferri, e collegata alla banchina tramite una scala. La stazione conta due binari per il servizio viaggiatori, posti in trincea e serviti da un marciapiede centrale coperto da una pensilina e da scale mobili.
Formalmente, la stazione di Fiera non costituisce un impianto autonomo, ma è parte della stazione di Palermo Sampolo, abilitata al solo traffico merci.

## Movimento
La fermata è servita dai treni regionali in servizio sulla tratta Palermo Notarbartolo-Giachery, parte del servizio ferroviario metropolitano di Palermo. I treni sono eserciti da Trenitalia e cadenzati a frequenza semioraria, e si effettuano nei soli giorni feriali.

## Servizi
- Biglietteria automatica